# Poecilimon macedonicus
Poecilimon macedonicus är en insektsart som beskrevs av Willy Adolf Theodor Ramme 1926. Poecilimon macedonicus ingår i släktet Poecilimon och familjen vårtbitare. Inga underarter finns listade i Catalogue of Life.